# Santa Dog
Santa Dog è un album formato EP pubblicato dal gruppo musicale statunitense The Residents nel 1972. Si tratta del debutto assoluto su disco della band.

## Il disco
L'EP Santa Dog, il cui titolo secondo qualche critico è l'anagramma di: Satan God, viene generalmente considerato il debutto discografico ufficiale dei The Residents. Prima pubblicazione ufficiale del complesso, fu prodotto in una prima tiratura limitata di un centinaio di copie come doppio 45 giri e spedito, oltre che ad amici e artisti vari, a Frank Zappa e a Richard Nixon (l'allora presidente degli Stati Uniti che però ovviamente rifiutò il pacco).
I due dischi in vinile che costituiscono l'EP sono formati da quattro brani, ognuno dei quali misteriosamente attribuito ad un diverso compositore e ad una diversa band. La copertina mostra il disegno di un cane vestito da Babbo Natale davanti ad un fondale di ossi.
Nel corso degli anni i Residents hanno dato diversi seguiti a questa loro prima opera, con gli EP intitolati Santa Dog '78, Santa Dog '88, Santa Dog '92, e Santa Dog 2006.
Fuori catalogo da anni, le quattro tracce dell'EP originale sono state inserite come bonus nella prima ristampa in versione compact disc dell'album Meet the Residents nel 1988.

## Tracce
- Tutti i brani sono opera dei The Residents.

Disco 1
1. Fire
2. Lightning

Disco 2
1. Explosion
2. Aircraft Damage